# Третий тон (буква)
З, з (третий тон) — буква расширенной латиницы. Использовалась в смешанном чжуанском алфавите с 1957 по 1986 годы. Не представлена в Юникоде, поэтому вместо неё используется кириллическая З.

## Использование
Буква з обозначала третий тон ([˥] в МФА). В 1986 году была заменена на J.
Также являлась буквой в Черногорском языке, обозначала звук /dz/.

## Начертание
Начертание этой буквы похоже на букву кириллицы З или на цифру 3.